# Гиппогональ
Гиппогональ — линия в шахматах, параллельная обобщенному ходу коня. Гиппогональный (m, n) ход — это прыжок на m клеток в одном из ортогональных направлений и на n в другом. Соотношение m: n не обязано быть равным 2:1. Гиппогональный ход записывается как (m, n), обычно с меньшим числом сначала.
Например, конь ходит гиппогонально на две клетки в одном направлении и одну в другом. Его ход (1,2)-гиппогонален, в классификации сказочных шахмат конь является (1,2)-прыгуном.